# Carlos Briones
Carlos Briones Guerrero (ur. 16 czerwca 1968 w Guadalajarze) – meksykański piłkarz występujący na pozycji bramkarza.

## Kariera klubowa
Briones pochodzi z miasta Guadalajara i jest wychowankiem tamtejszego zespołu Tecos UAG. W meksykańskiej Primera División zadebiutował 12 grudnia 1987 w wygranym 1:0 spotkaniu z Américą. Szybko wywalczył sobie miejsce w wyjściowym składzie i barwy Tecos reprezentował przez dziewięć kolejnych lat. W sezonie 1993/1994 wywalczył jedyne w swojej karierze i historii klubu mistrzostwo Meksyku, natomiast rok później triumfował w Pucharze Zdobywców Pucharów CONCACAF. Podczas gry w Tecos wystąpił w 242 ligowych spotkaniach.
Latem 1996 Briones został ściągnięty przez byłego trenera z Tecos, Víctora Manuela Vuceticha do stołecznej drużyny Cruz Azul. Tam spędził pół roku, broniąc na przemian z Norberto Scoponim i triumfował w Pucharze Mistrzów CONCACAF. W 1997 roku powrócił do ekipy Tecos UAG, gdzie grał po raz drugi przez trzy sezony, jednak nie odniósł z nią żadnych sukcesów. Później przez krótki czas był zawodnikiem Club León i CF La Piedad, pełniąc funkcję pierwszego bramkarza, natomiast latem 2002 odszedł do drugoligowego CD Irapuato. Po rozgrywkach 2002/2003 wywalczył z Irapuato awans do najwyższej klasy rozgrywkowej i karierę piłkarską zakończył w wieku 36 lat, po spadku z zespołem z powrotem do drugiej ligi.
W późniejszym czasie Briones przez półtora roku pełnił funkcję asystenta w drugoligowych rezerwach Cruz Azul – Cruz Azul Oaxaca. Pracował także w roli dyrektora sportowego Tecos UAG.

## Kariera reprezentacyjna
W seniorskiej reprezentacji Meksyku Briones zadebiutował 6 października 1993 w wygranym 4:0 meczu towarzyskim z RPA. W 1996 roku został powołany przez selekcjonera Borę Milutinovicia na Złoty Puchar CONCACAF, gdzie nie rozegrał ani jednego spotkania, pozostając rezerwowym dla Jorge Camposa, natomiast Meksykanie triumfowali ostatecznie w tych rozgrywkach. Swój bilans w kadrze narodowej Briones zamknął występem w trzech meczach.